# Stars: The Best of Videos 1992–2002
Stars: The Best of Videos 1992-2002 —en españolː Estrellas: Los mejores vídeos de 1992-2002— es un videoálbum editado en formato DVD de la banda irlandesa de rock alternativo The Cranberries, lanzado el 5 de noviembre de 2002 por la compañía discográfica Island Records en conjunto con MCA Records.
Publicado casi simultáneamente con el álbum de grandes éxitos Stars: The Best of 1992–2002, poco antes del receso de seis años del grupo,
contiene los 17 vídeos musicales en orden cronológico grabados por la agrupación hasta ese entonces, incluyendo las versiones alternativas de «Dreams», «Ridiculous Thoughts», «When You're Gone» y «Analyse», además del vídeo del sencillo inédito «Stars» (dirigido por Jake Nava). El contenido extra trajo consigo diversas presentaciones en directo, una actuación en Vicar Street en Irlanda realizada en el año 2000 y un documental dirigido por Ciaran Donnelly titulado 99 Love Life & Rock 'n' Roll en el que los miembros del grupo hablan de su carrera, sus expectativas para el futuro y de cómo se compusieron algunas canciones, tales como «Linger» o «Zombie». Se incluyeron características de DVD-ROM como un calendario interactivo, presentación de diapositivas y fondos de pantalla de computadora.

## Contenido
| Vídeos musicales |                       |                               |                                     |          |  |
| N.º              | Título                | Escritor(es)                  | Dirección                           | Duración |  |
| 1.               | «Dreams»              | Dolores O'Riordan, Noel Hogan | Peter Scammell (septiembre de 1992) | 4:24     |  |
| 2.               | «Linger»              | O'Riordan, Hogan              | Melodie McDaniel (octubre de 1993)  | 4:42     |  |
| 3.               | «Zombie»              | O'Riordan                     | Samuel Bayer (septiembre de 1994)   | 5:14     |  |
| 4.               | «Ode to My Family»    | O'Riordan, Hogan              | Samuel Bayer (noviembre de 1994)    | 4:38     |  |
| 5.               | «I Can't Be with You» | O'Riordan, Hogan              | Samuel Bayer (febrero de 1995)      | 3:08     |  |
| 6.               | «Ridiculous Thoughts» | O'Riordan, Hogan              | Freckles Flynn (julio de 1995)      | 4:42     |  |
| 7.               | «Salvation»           | O'Riordan, Hogan              | Olivier Dahan (abril de 1996)       | 2:38     |  |
| 8.               | «Free to Decide»      | O'Riordan                     | Marty Callner (agosto de 1996)      | 4:29     |  |
| 9.               | «When You're Gone»    | O'Riordan                     | Karen Bellone (noviembre de 1996)   | 4:37     |  |
| 10.              | «Promises»            | O'Riordan                     | Olivier Dahan (marzo de 1999)       | 4:30     |  |
| 11.              | «Animal Instinct»     | O'Riordan, Hogan              | Olivier Dahan (julio de 1999)       | 4:52     |  |
| 12.              | «Just My Imagination» | O'Riordan, Hogan              | Phill Harder (septiembre de 1999)   | 3:44     |  |
| 13.              | «You & Me»            | O'Riordan, Hogan              | Maurice Linnane (marzo de 2000)     | 3:50     |  |
| 14.              | «Analyse»             | O'Riordan                     | Keir McFarlane (septiembre de 2001) | 3:45     |  |
| 15.              | «Time is Ticking Out» | O'Riordan, Hogan              | Maurice Linnane (marzo de 2002)     | 3:06     |  |
| 16.              | «This Is The Day»     | O'Riordan                     | Olivier Dahan (junio de 2002)       | 4:14     |  |
| 17.              | «Stars»               | O'Riordan, Hogan              | Jake Nava (octubre de 2002)         | 3:35     |  |

| Alternative Takes (Tomas alternativas) |                                        |                  |          |  |
| N.º                                    | Título                                 | Dirección        | Duración |  |
| 1.                                     | «Dreams (Director's Cut)»              | Nico Soultanakis | 4:23     |  |
| 2.                                     | «Ridiculous Thoughts (Director's Cut)» | Samuel Bayer     | 4:51     |  |
| 3.                                     | «When You're Gone (Director's Cut)»    |                  | 4:31     |  |
| 4.                                     | «Analyse (Director's Cut)»             | Keir McFarlane   | 3:48     |  |

| Live Favorites (Favoritas en vivo) |                   |                  |                        |          |  |
| N.º                                | Título            | Escritor(es)     | Grabación              | Duración |  |
| 1.                                 | «Daffodil Lament» | O'Riordan        | Astoria, Londres, 1994 | 6:27     |  |
| 2.                                 | «Empty»           | O'Riordan, Hogan | Astoria, Londres, 1994 | 3:50     |  |
| 3.                                 | «Sunday»          | O'Riordan, Hogan | Detroit, 1996          | 3:12     |  |

| En vivo en Vicar Street (11 de noviembre de 2000) |                       |              |                                          |          |  |
| N.º                                               | Título                | Escritor(es) | Grabación                                | Duración |  |
| 1.                                                | «Time is Ticking Out» |              | Dublín, Irlanda, 11 de noviembre de 2000 | 4:08     |  |
| 2.                                                | «Linger»              |              |                                          | 4:34     |  |
| 3.                                                | «In the Ghetto»       | Mac Davis    |                                          | 2:36     |  |
| 4.                                                | «Ode to My Family»    |              |                                          | 4:30     |  |
| 5.                                                | «Shattered»           | O'Riordan    |                                          | 3:54     |  |
| 6.                                                | «Animal Instinct»     | O'Riordan    |                                          | 3:26     |  |
| 7.                                                | «Loud and Clear»      | O'Riordan    |                                          | 2:27     |  |
| 8.                                                | «I Can't Be With You» |              |                                          | 3:29     |  |
| 9.                                                | «Analyse»             |              |                                          | 4:44     |  |

| Documental |                                |                 |          |  |
| N.º        | Título                         | Dirección       | Duración |  |
| 1.         | «99 Love Life & Rock 'n' Roll» | Ciaran Donnelly | 26:15    |  |

## Ventas y certificaciones
| País   | Organismo certificador | Certificación | Ventas |
| ------ | ---------------------- | ------------- | ------ |
| México | AMPROFON               | Oro           | 10 000 |